# 潛水者級潛艇

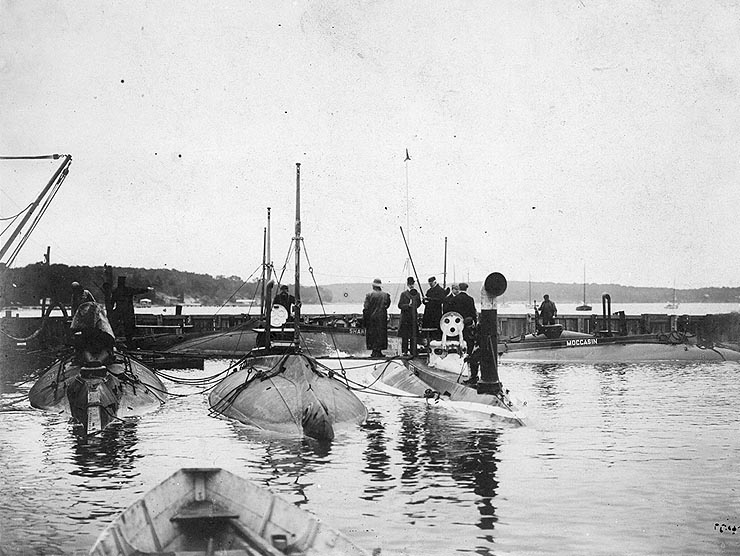
1903年左右，紐約州新薩福克的潛水者號、極北虺號、噬魚腹蛇號、鼠海豚號和鯊魚號。

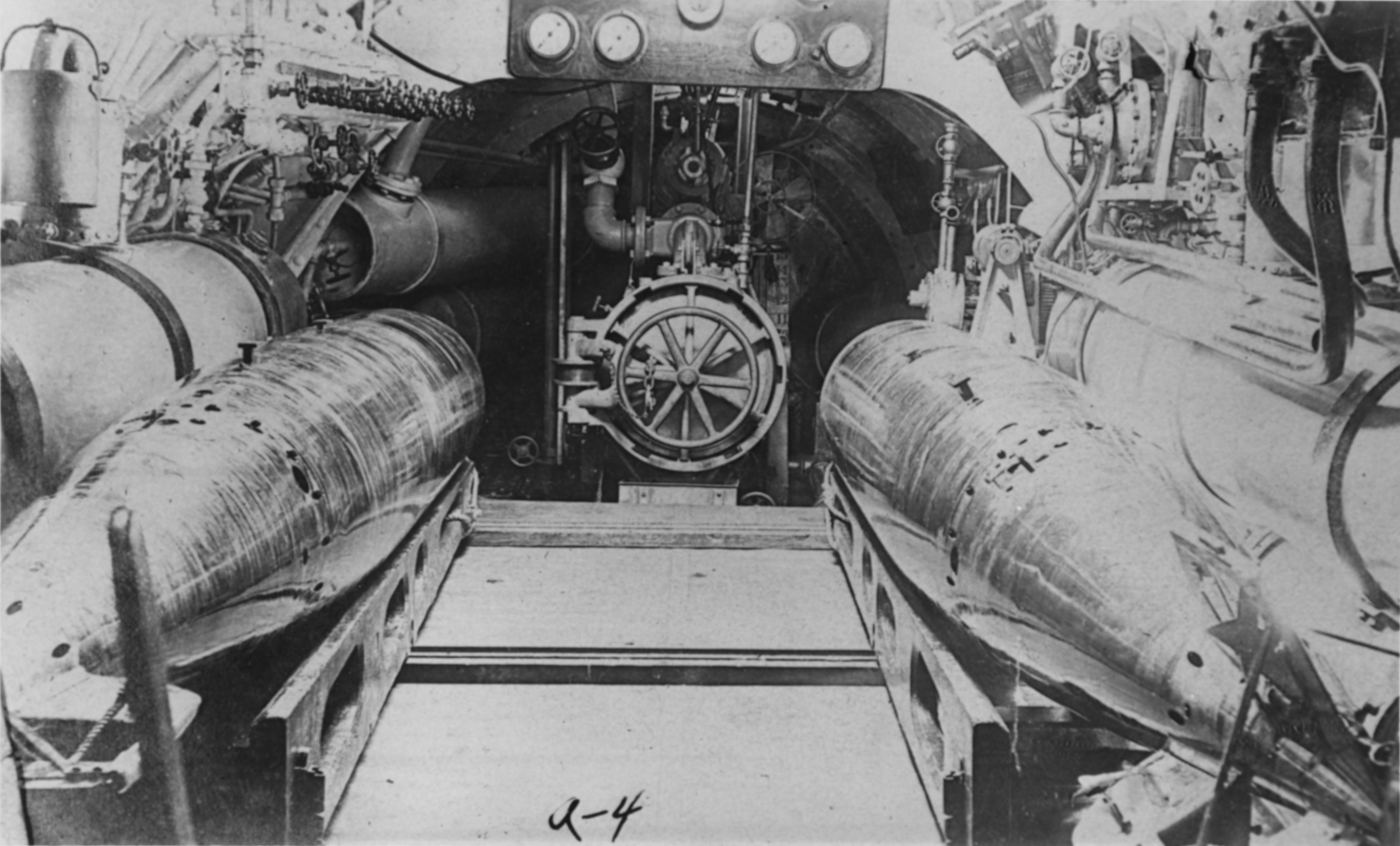
1912年噬魚腹蛇號 / A-4唯一的魚雷發射管的後膛。前景的木製滑板上有兩枚魚雷。以滑板滑過甲板進行裝填。

潛水者級（Plunger class）是美國海軍潛艇的早期艦級。服役起初幾年主要作為新成立的「沉默艦隊」（silent service）的訓練艦和實驗艦，幫助海軍人員熟悉此類船艦的性能與操作。1911年11月17日被重新命名為A型設計（A-1至A-7），之後被稱為「A級」（A class）。在第一次世界大戰爆發之前，A級潛艇之中除了潛水者號以外，其他潛艇最终都被派驻到美國屬地菲律賓。這些被派駐的潛艇以煤船運送，並編入馬尼拉港的防禦系統。此級潛艇在某些情况下被稱為「極北蝰級」（Adder class）潛艇，因為「極北蝰號」（USS Adder (SS-3)）是該級潛艇中第一艘完工的潛艇。

## 設計與施工
這些潛艇本質上是霍蘭號潛艇的放大和改進版本，配備更強大的4缸160bhp的奧托引擎和加大的電池，其放大後的規格讓船員得以在潛艇內直立。這些潛艇是由電船公司在約翰·菲利普·霍蘭的直接監督下設計的，電船公司稱該設計為「EB 7」。這種設計認為比霍蘭號先進，因此該公司採取了罕見的做法，以公司內部資金訂購了該級的原型艦。該原型艦被命名為「富爾頓號」（Fulton），建造於紐澤西州劉易斯·尼克松的新月造船廠。這是一個明智之舉，因為富爾頓號的在公司的試驗時發現了許多需要改正的缺陷。這些試驗加上需修正缺陷而耽擱了潛水者級的建造，平均晚了兩年才交付海军。雖然富爾頓號最終在試驗中表現出色，證明了潛水者級的性能，但海軍並未批准撥款購買，因此富爾頓號被賣給了俄國海軍，並更名為鯰魚號。
該潛艇為單殼設計，所有壓載艙和油箱均位於內部。電池組有66顆電池，裝在魚雷裝填裝置下方，比霍蘭號安裝的電池組功率大上24%。電池組為開頂式，若拆除蓋板可看到電解液在電池內部晃動。頂部為上塗有蟲膠的木板，上面再塗了一層橡膠，最後再覆上蟲膠帆布。 霍蘭號的重點是使水下性能最佳化，因此上方幾乎沒有多餘的結構，指揮塔也很小。由於這些潛艇僅用於港口防禦，且操作地點是位於相對平靜的水域，因此起初認為這不成問題。內部也沒有隔艙，艦艏到艦艉基本上只有一個大型艙間。這種潛艇會有一名忙碌的指揮官站在潛艇中部的高站台上，把頭伸進了指揮塔，這樣他就可以從那裡小小的舷窗內蓋看到外面的情況。最初是沒有潛望鏡的。幾個舵輪和控制桿都在這個站台可觸及的範圍內，指揮官既要當舵手又要操作水平舵。指揮官會定期橫轉潛艇來掌握自己的方位和任何潛在目標，這樣的定期橫轉讓他能夠從舷窗內蓋看到外面狀況。設計的測試深度為100英尺，不過鼠海豚號曾在1904年意外在144英尺深的地方擱淺，卻倖存下來。
建造商和海軍對該艦級的試驗指出了一些需要修正的缺陷。如汽油引擎的通風不佳，主配電盤需要重新組態，30英呎深度儀不適當，魚雷發射管艙門使用不便，且迫切需要潛望鏡。最值得注意的是，缺乏上層結構和指揮塔太短小，使得這些潛艇即使只在中等海況下上浮也容易浸水。海軍制定並批准了一項改裝計畫，從1905年1月起進行必要的改裝。 最終，大多數潛艇只都配備了兩個固定高度的潛望鏡，以及一個更高且周圍建有大型指揮室圍殼（fairwater）的指揮塔。安裝了可拆卸的船艏整流罩 （fairing）以提高適航性，有助於將船艏尾流推離指揮塔。由於潛艇發現自己在水面上花費的時間比最初設想的還要久，因此在指揮塔的指揮室圍殼前方增加了一個用於水面航行的駕駛臺，透過一根軸連接到下方的主轉向機構（steering mechanism）。在頂部豎立了一個小型金屬框架和帆布橋結構，用於擴展的表面運輸。在下潛之前必須將其拆卸並帶下去。 下潛過程相當漫長和複雜，從完全浮出水面到完全潛入水中需要幾分鐘的時間。這些潛艇所處的戰術環境不需要快速下潛，因此漫長的下潛過程並不被視為一種負擔。
電船公司在这个阶段只是一家设计和工程公司，没有自己的造船厂，因此将所有潛艇的建造分包出去。潛水者级是在美国两岸的两个不同地点建造的。其中五艘是在新月造船廠建造的，另外两艘是在旧金山的聯合鋼鐵造船廠（Union Iron Works）建造。

## 服役
1903年至1905年間，這五艘東海岸潛艇駐紮在紐約州新薩福克的紐約州新薩福克的霍蘭魚雷船基地，新薩福克因此被譽為美國第一個潛艇基地。 1905年，該中隊從新薩福克遷往罗德岛州纽波特測試魚雷並開發潛艇戰術。
1908 年，A-2 、A-4 、A-6和A-7被裝船運往菲律宾群岛的苏比克湾服役並經歷了第一次世界大戰。1915年，A-3和A-5加入。 A-1（潛水者號）在南卡罗来纳州查尔斯顿服役至1913年後退役。
这些潛艇在解決了最初的缺陷後，在海軍的服役生涯表現良好，被認為是潛艇技術的開拓者，其設計引起了外國海軍的極大興趣。 EB 7P的設計經稍加修改，成為英国皇家海军、日本、荷兰和俄罗斯帝国海军第一批潛艇的基础。 然而，20世紀初的軍事技術發展迅速，很快就使這些潛艇過時，到第一次世界大战結束時已完全被淘汰。 
1920年7月17日，除虎鯨號（SS-4）和狗魚號潛艇（SS-6）以外的其他潛艇都退役後，該級潛艇被賦予含有字母和數字的美國海軍通用艦船分類符號（SS-2、SS-3 等）。到1921年，所有潛水者级潛艇都已退役，除了潛水者號外均被作為靶艦。1922年1月16日從海軍艦艇名冊上除名並報廢出售。 

## 艦級中的潛艇
| 名稱：     | 潛艇魚雷艇 2 号，SS-2                                       |  |
| 建造者：   | 紐澤西州伊丽莎白港的新月造船廠                              |  |
| 安放龍骨： | 1901 年 5 月 21 日                                          |  |
| 下水：     | 1902 年 2 月 1 日（列表）                                   |  |
| 使用者：   | 美國海軍                                                    |  |
| 委托：     | 1903 年 9 月 19 日（列表）                                  |  |
| 退役：     | 1913 年 2 月 24 日（列表）                                  |  |
| 結局：     | 1922 年 1 月 26 日報廢出售                                  |  |
| 軍事行動： | 魚雷測試、訓練、西奥多·罗斯福之旅。美国海军第二艘退役潛艇。 |  |

| 名稱：     | 潛艇魚雷艇 3 号，SS-3                             |  |
| 建造者：   | 紐澤西州伊丽莎白港的新月造船廠                    |  |
| 安放龍骨： | 1900 年 10 月 3 日                                |  |
| 下水：     | 1901 年 7 月 22 日（列表）                        |  |
| 使用者：   | 美國海軍</img> 美國海軍                           |  |
| 委托：     | 1903 年 1 月 12 日（列表）                        |  |
| 退役：     | 1919 年 12 月 12 日（列表）                       |  |
| 結局：     | 作為靶艦被擊沉                                    |  |
| 軍事行動： | 魚雷測試、訓練、和平時期巡邏。 1909年移駐菲律賓。 |  |

| 名稱：     | 潛艇魚雷艇 4 号，SS-4                            |  |
| 建造者：   | 加州舊金山聯合鋼鐵造船廠（Union Iron Works）     |  |
| 安放龍骨： | 1900 年 12 月 10 日                              |  |
| 下水：     | 1902 年 7 月 31 日（列表）                       |  |
| 使用者：   | 美國海軍                                         |  |
| 委托：     | 1903 年 5 月 28 日（列表）                       |  |
| 退役：     | 1921 年 7 月 25 日（列表）                       |  |
| 結局：     | 1922 年 1 月 16 日作為靶艦被擊沉                 |  |
| 軍事行動： | 1906 年旧金山地震的救災工作。 1915年移駐菲律賓。 |  |

| 名稱：     | 潛艇魚雷艇 5 号，SS-5                        |  |
| 建造者：   | 紐澤西州伊丽莎白港的新月造船廠               |  |
| 安放龍骨： | 1900 年 11 月 8 日                           |  |
| 下水：     | 1901 年 8 月 20 日（列表）                   |  |
| 使用者：   | 美國海軍                                     |  |
| 委托：     | 1903 年 1 月 17 日（列表）                   |  |
| 退役：     | 1919 年 12 月 12 日（列表）                  |  |
| 結局：     | 靶船                                         |  |
| 軍事行動： | 訓練、試驗、和平時期巡邏。1909年移駐菲律賓。 |  |

| 名稱：     | 潛艇魚雷艇 6 号，SS-6                                              |  |
| 建造者：   | 加州舊金山 聯合鋼鐵造船廠（Union Iron Works）                      |  |
| 安放龍骨： | 1900 年 12 月 10 日                                                |  |
| 下水：     | 1903 年 1 月 14 日（列表）                                         |  |
| 使用者：   | 美國海軍                                                           |  |
| 委托：     | 1903 年 5 月 28 日（列表）                                         |  |
| 退役：     | 1921 年 7 月 25 日（列表）                                         |  |
| 結局：     | 1922 年 1 月 26 日報廢出售                                         |  |
| 軍事行動： | 1906 年旧金山地震的重建、訓練和試驗、港口巡邏。 1915年移駐菲律賓。 |  |

| 名稱：     | 潛艇魚雷艇 7 号，SS-7                             |  |
| 建造者：   | 紐澤西州伊丽莎白港的新月造船廠                    |  |
| 安放龍骨： | 1900 年 12 月 13 日                               |  |
| 下水：     | 1901 年 9 月 23 日（列表）                        |  |
| 使用者：   | 美國海軍                                          |  |
| 委托：     | 1903 年 9 月 19 日（列表）                        |  |
| 退役：     | 1919 年 12 月 12 日（列表）                       |  |
| 結局：     | 靶船                                              |  |
| 軍事行動： | 鳕鱼实验、其他試驗、港口巡邏。 1908年移駐菲律賓。 |  |

| 名稱：     | 潛艇魚雷艇 8 号，SS-8                             |  |
| 建造者：   | 紐澤西州伊丽莎白港的新月造船廠                    |  |
| 安放龍骨： | 1901 年 1 月 11 日                                |  |
| 下水：     | 1901 年 10 月 19 日（列表）                       |  |
| 使用者：   | 美國海軍                                          |  |
| 委托：     | 1903 年 9 月 19 日（列表）                        |  |
| 退役：     | 1919 年 12 月 12 日（列表）                       |  |
| 結局：     | 靶船                                              |  |
| 軍事行動： | 魚雷和其他試驗，马尼拉湾巡邏。 1908年移駐菲律賓。 |  |